# Шелеєво (Куявсько-Поморське воєводство)
Шелеєво (пол. Szelejewo) — село в Польщі, у гміні Ґонсава Жнінського повіту Куявсько-Поморського воєводства.
Населення — 421 особа (2011).
У 1975-1998 роках село належало до Бидгощського воєводства.

## Демографія
Демографічна структура станом на 31 березня 2011 року:
|          | Загалом | Допрацездатний вік | Працездатний вік | Постпрацездатний вік |
| -------- | ------- | ------------------ | ---------------- | -------------------- |
| Чоловіки | 213     | 47                 | 149              | 17                   |
| Жінки    | 208     | 46                 | 126              | 36                   |
| Разом    | 421     | 93                 | 275              | 53                   |